# پنجاه و هفتمین مراسم گلدن گلوب
۵۷مین مراسم گلدن گلوب (به انگلیسی: 57th Golden Globe Awards) برای گرامیداشت بهترین آثار فیلم و تلویزیونِ ساخته شده در سال ۱۹۹۹، در روز یک‌شنبه ۲۳ ژانویه سال ۲۰۰۰ میلادی برگزار شد. تام کروز برنده بهترین بازیگر مکمل مرد فیلم درام مگنولیا شد؛ و گوی زرین بهترین بازیگر مکمل زن فیلم درام به آنجلینا جولی برای فیلم دختر، گسیخته شده رسید. بهترین فیلم و کارگردانی به فیلم زیبایی آمریکایی رسید.

## نامزدی‌ها و جوایز
| بهترین فیلم | بهترین فیلم |
| درام | موزیکال یا کمدی |
| --- | --- |
| - - زیبایی آمریکایی - پایان رابطه - توفان - نفوذی - آقای ریپلی بااستعداد | - - داستان اسباب‌بازی ۲ - این تجزیه و تحلیل - جان مالکوویچ بودن - مرد روی ماه - ناتینگ هیل |
| بهترین اجرای فیلم - درام | |
| بهترین بازیگر مرد | بهترین بازیگر زن |

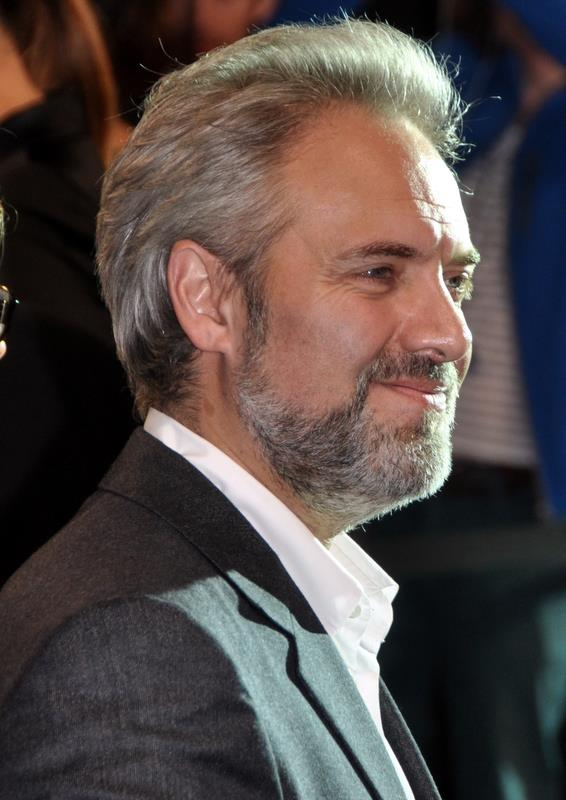
سام مندس، برنده بهترین کارگردانی

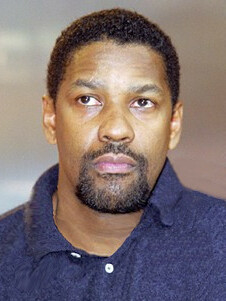
دنزل واشینگتن، برنده بهترین بازیگر مرد فیلم درام

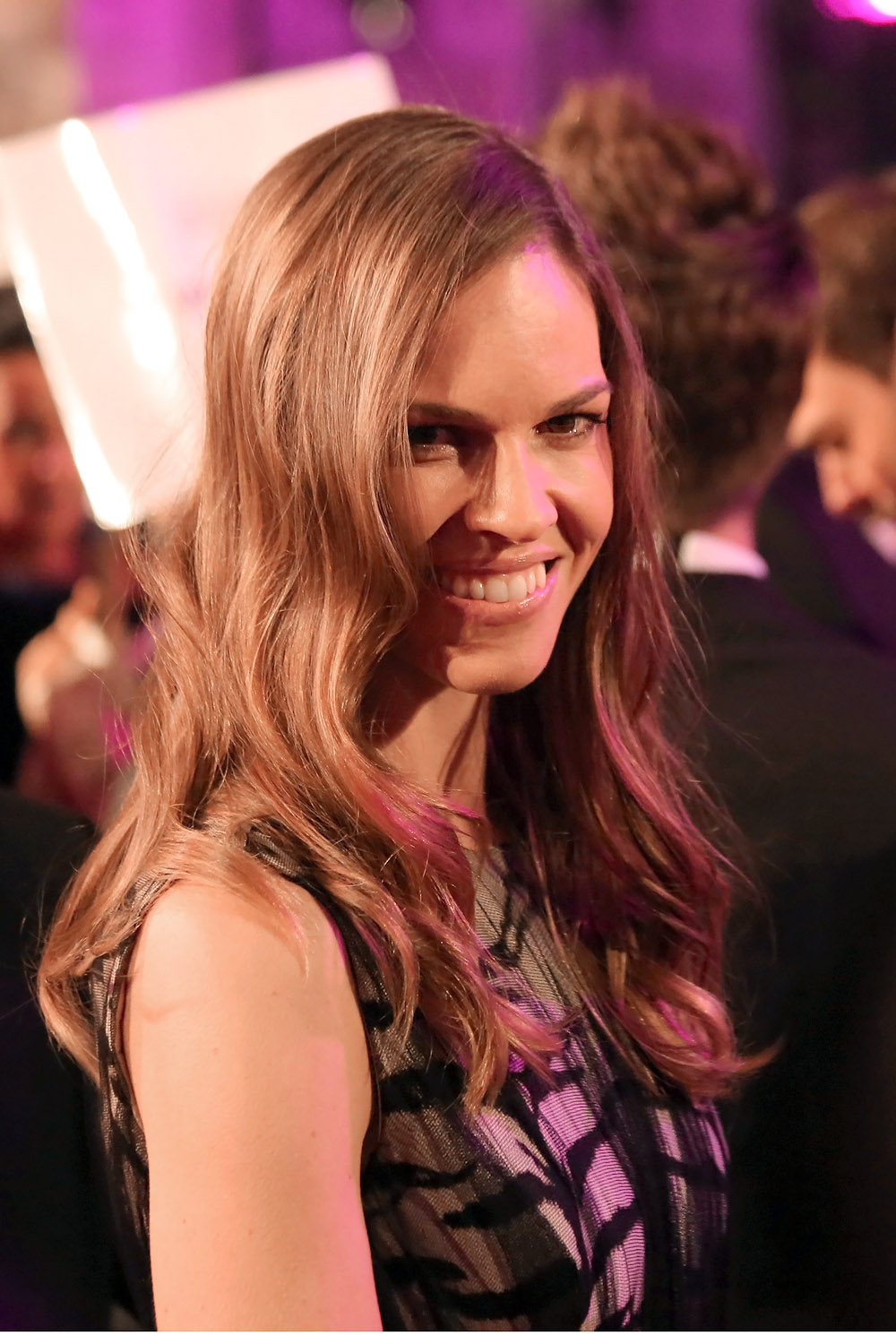
هیلاری سوانک، برنده بهترین بازیگر زن فیلم درام

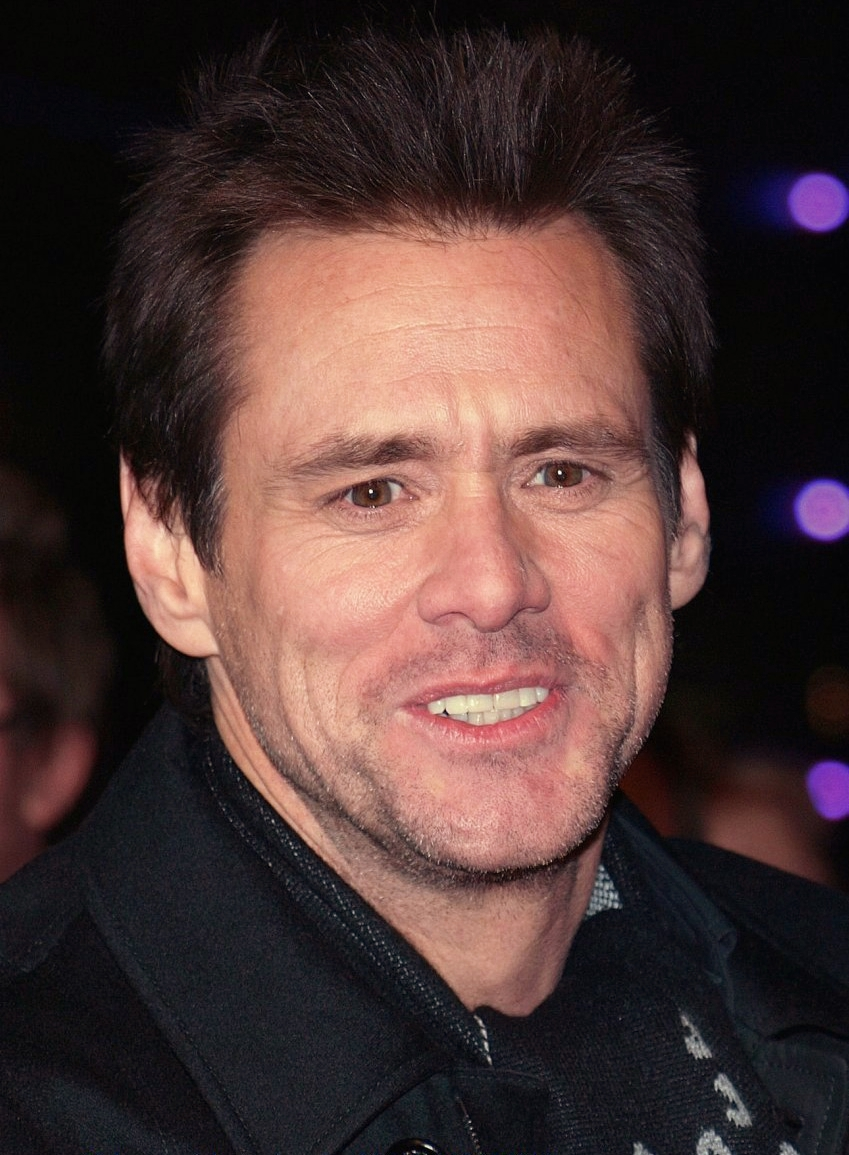
جیم کری، برنده بهترین بازیگر مرد فیلم کمدی یا موزیکال

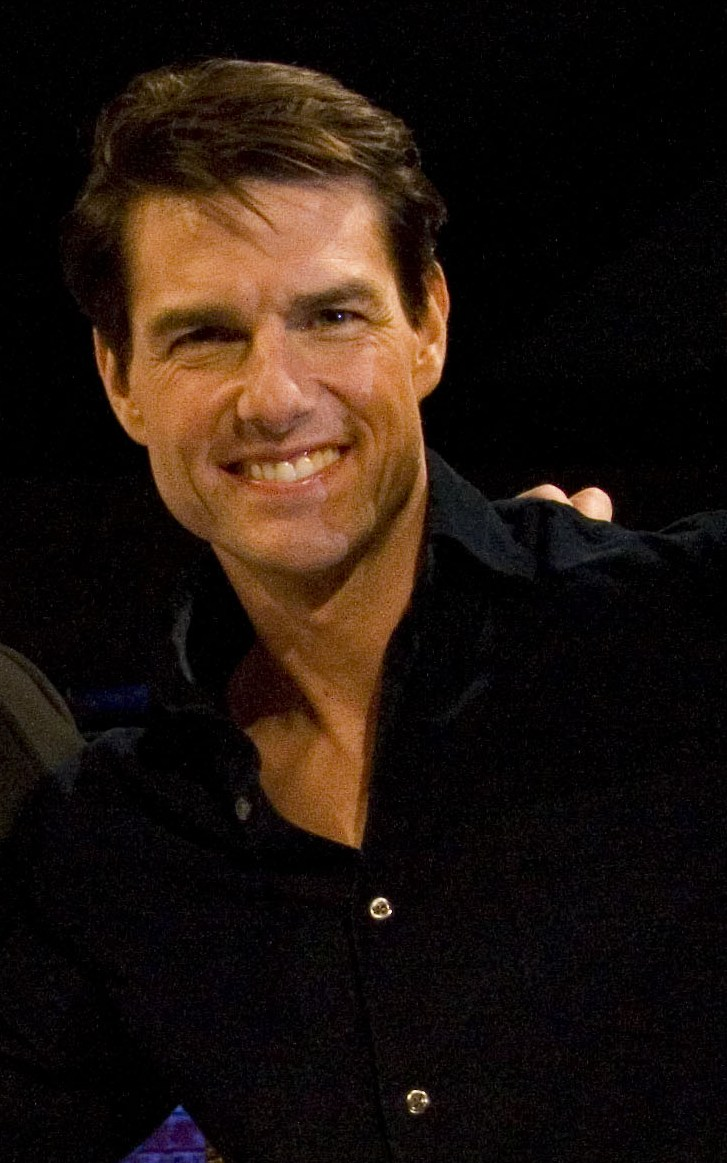
تام کروز، برنده بهترین بازیگر مکمل مرد فیلم درام

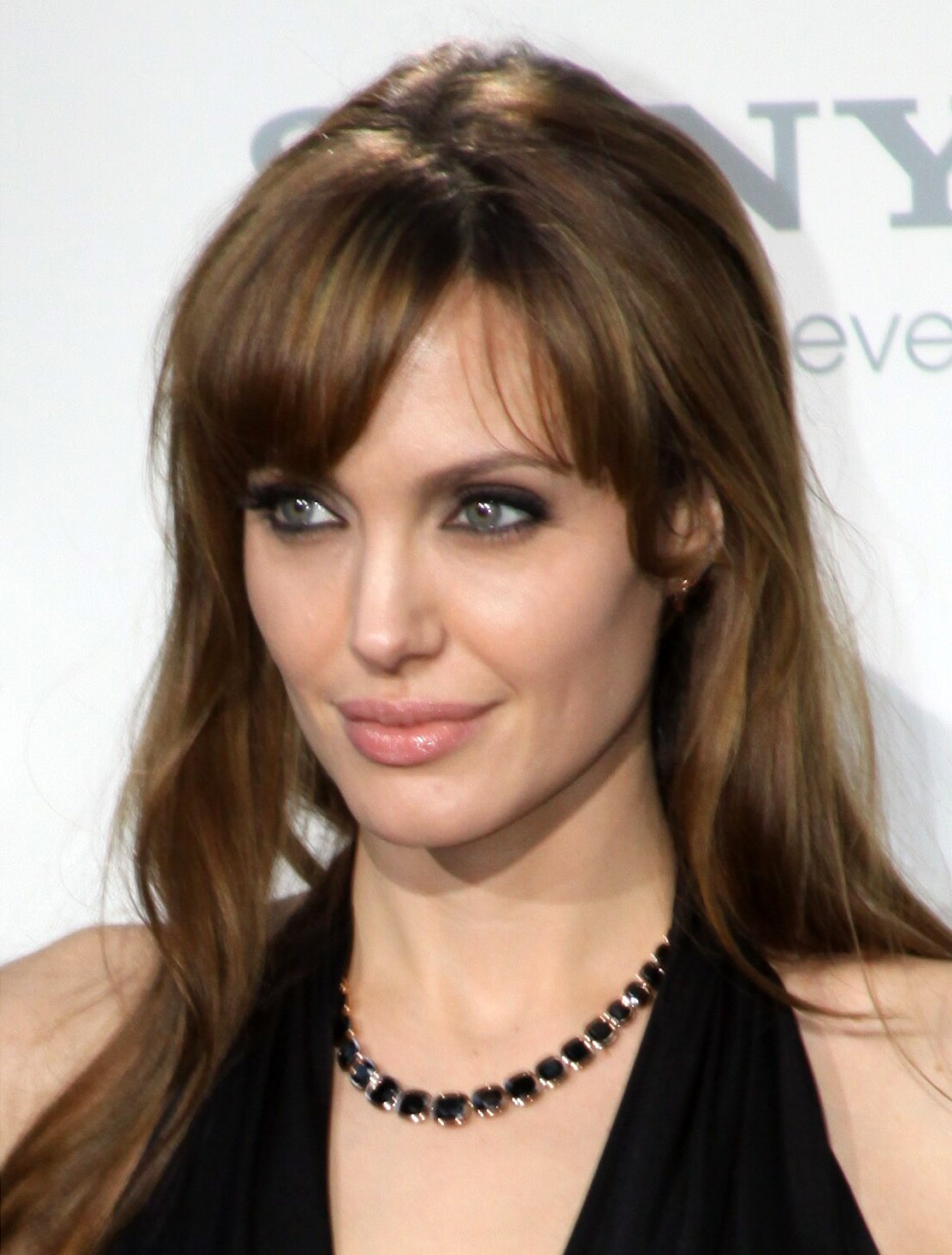
آنجلینا جولی، برنده بهترین بازیگر مکمل زن فیلم درام

| - - دنزل واشینگتن برای فیلم توفان - راسل کرو برای فیلم نفوذی - مت دیمون برای فیلم آقای ریپلی بااستعداد - ریچارد فارنزورث برای فیلم داستان استریت - کوین اسپیسی برای فیلم زیبایی آمریکایی                    | - - هیلاری سوانک برای پسرها گریه نمی‌کنند - آنت بنینگ برای فیلم زیبایی آمریکایی - جولیان مور برای فیلم پایان رابطه - مریل استریپ برای فیلم موسیقی قلب - سیگورنی ویور برای فیلم نقشه جهان                                                                     |
| بهترین اجرای فیلم - موزیکال یا کمدی | |
| بهترین بازیگر مرد | بهترین بازیگر زن |
| - - جیم کری برای فیلم مرد روی ماه - رابرت د نیرو برای فیلم این تجزیه و تحلیل - روپرت اورت برای فیلم شوهر ایده‌آل - هیو گرانت برای فیلم ناتینگ هیل - شان پن برای فیلم شیرین و رذل                             | - - جانت مک‌تیر برای فیلم Tumbleweeds - جولیان مور برای فیلمشوهر ایده‌آل - جولیا رابرتز برای فیلم ناتینگ هیل - شارون استون برای فیلم الهه شعر و موسیقی - ریس ویترسپون برای فیلم انتحاب                                                                        |
| بهترین اجرای برای نقش مکمل در فیلم- درام، موزیکال یا کمدی | |
| بهترین بازیگر نقش مکمل مرد | بهترین بازیگر نقش مکمل زن |
| - - تام کروز برای فیلممگنولیا - مایکل کین برای فیلم مشاهده قوانین سیب خانه - مایکل کلارک دانکن برای فیلم مسیر سبز - جود لا برای فیلم آقای ریپلی بااستعداد - هالی جوئل آزمنت برای فیلم حس ششم                | - - آنجلینا جولی برای فیلم دختر، گسیخته شده - کامرون دیاز برای فیلم جان مالکوویچ بودن - کاترین کینر برای فیلم جان مالکوویچ بودن - سامانتا مورتون برای فیلم شیرین و رذل - ناتالی پورتمن برای فیلم همه جا غیر اینجا - کلویی سونی برای فیلم پسرها گریه نمی‌کنند |
| بهترین کارگردانی | بهترین فیلمنامه |
| - - سام مندس برای کارگردانی زیبایی آمریکایی - نورمن جویسون برای کارگردانی طوفان - نیل جوردن برای کارگردانی پایان رابطه - مایکل مان برای کارگردانی نفوذی - آنتونی مینگلا برای کارگردانی آقای ریپلی بااستعداد | - - زیبایی آمریکایی - جان مالکوویچ بودن - مشاهده قوانین سیب خانه - نفوذی - حس ششم |

## بهترین سریال تلویزیونی
| بهترین سریال                                                           | بهترین سریال                                                      |
| جایزه گلدن گلوب بهترین سریال تلویزیونی                                 | جایزه گلدن گلوب بهترین سریال موزیکال یا کمدی                      |
| ---------------------------------------------------------------------- | ----------------------------------------------------------------- |
| - - سوپرانوز - بخش فوریت‌های پزشکی - یک بار و باز هم - تمرین - بال غربی | - - سکس و شهر - آلای مک‌بیل - دارما و گرگ - اسپین شهر - ویل و گریس |

## برندگان گوی زرین مرد و زن سریال تلویزیونی

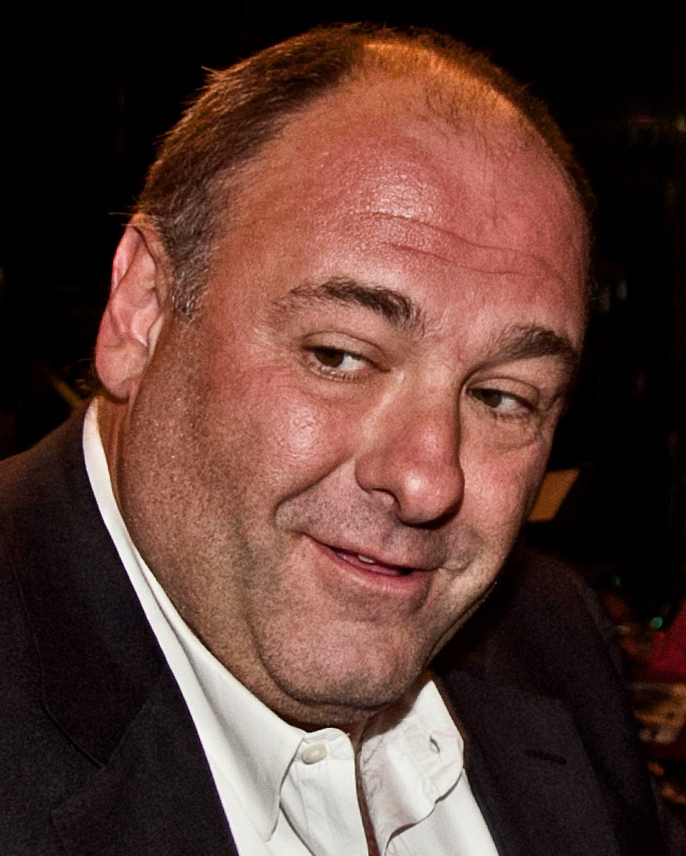
جیمز گاندولفینی، برنده بهترین بازیگر نقش اول مرد در یک سریال تلویزیونی - درام
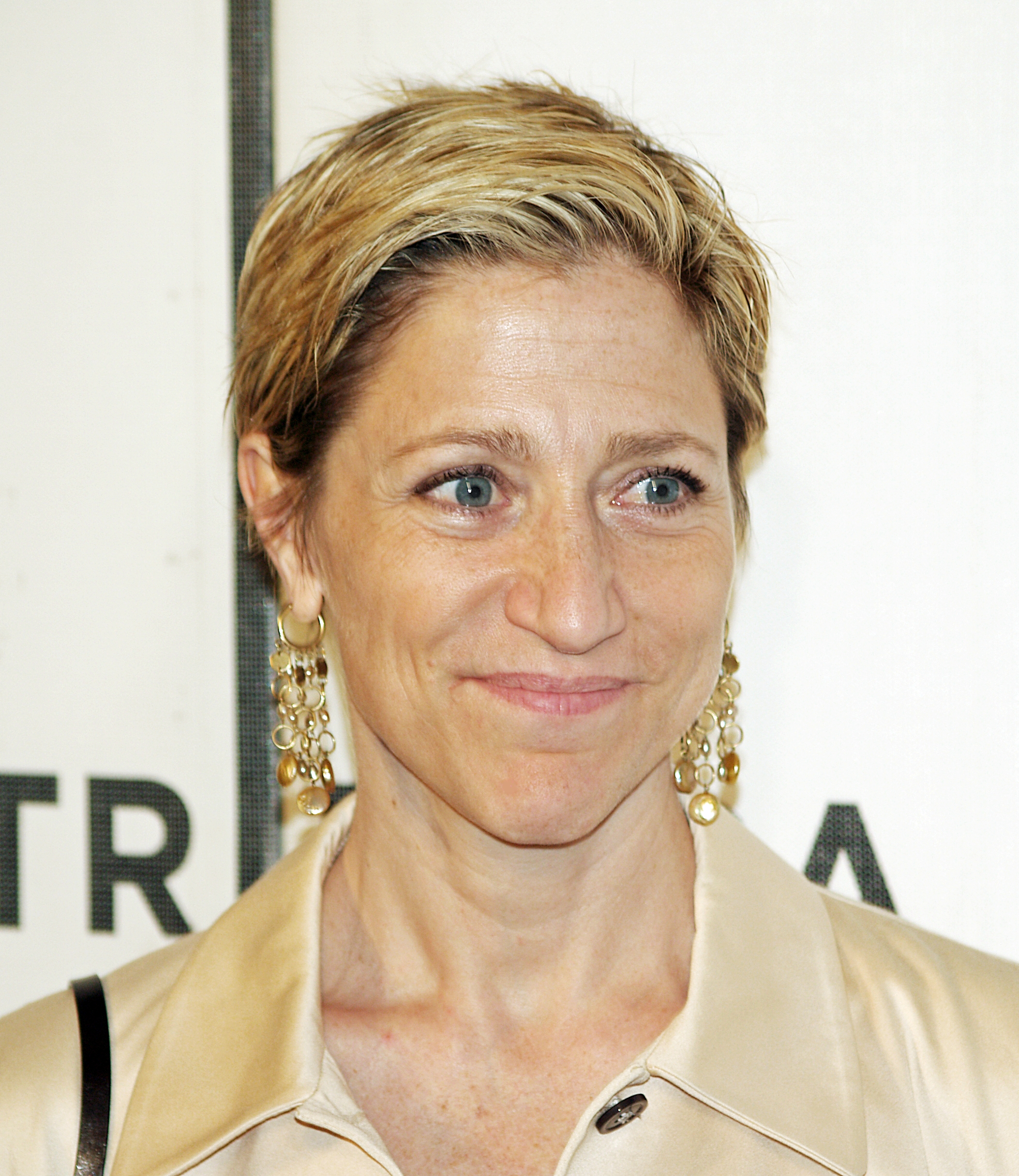
ادی فالکو، برنده بهترین بازیگر نقش اول زن در یک سریال تلویزیونی - درام
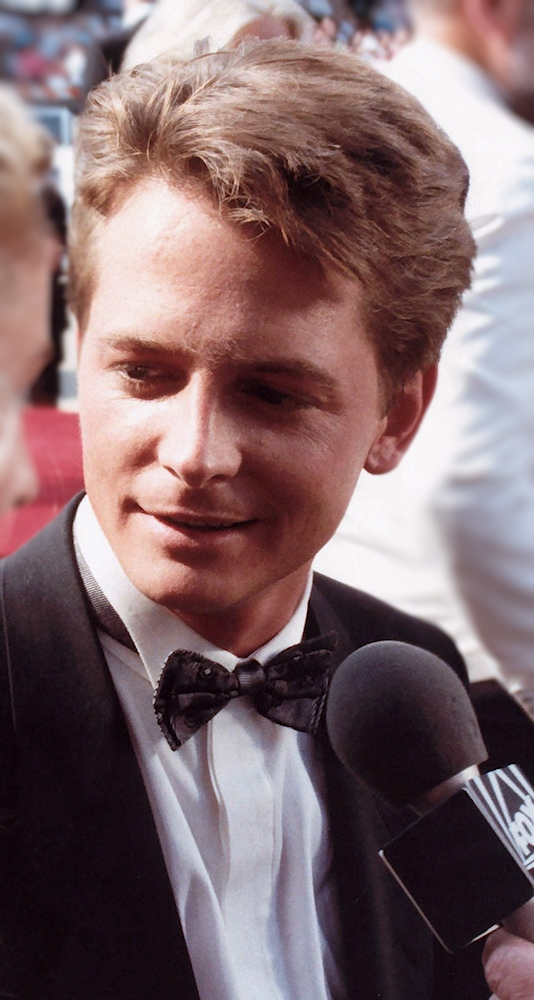
مایکل جی فاکس، برنده بهترین بازیگر نقش اول مرد در یک سریال تلویزیونی - موزیکال یا کمدی
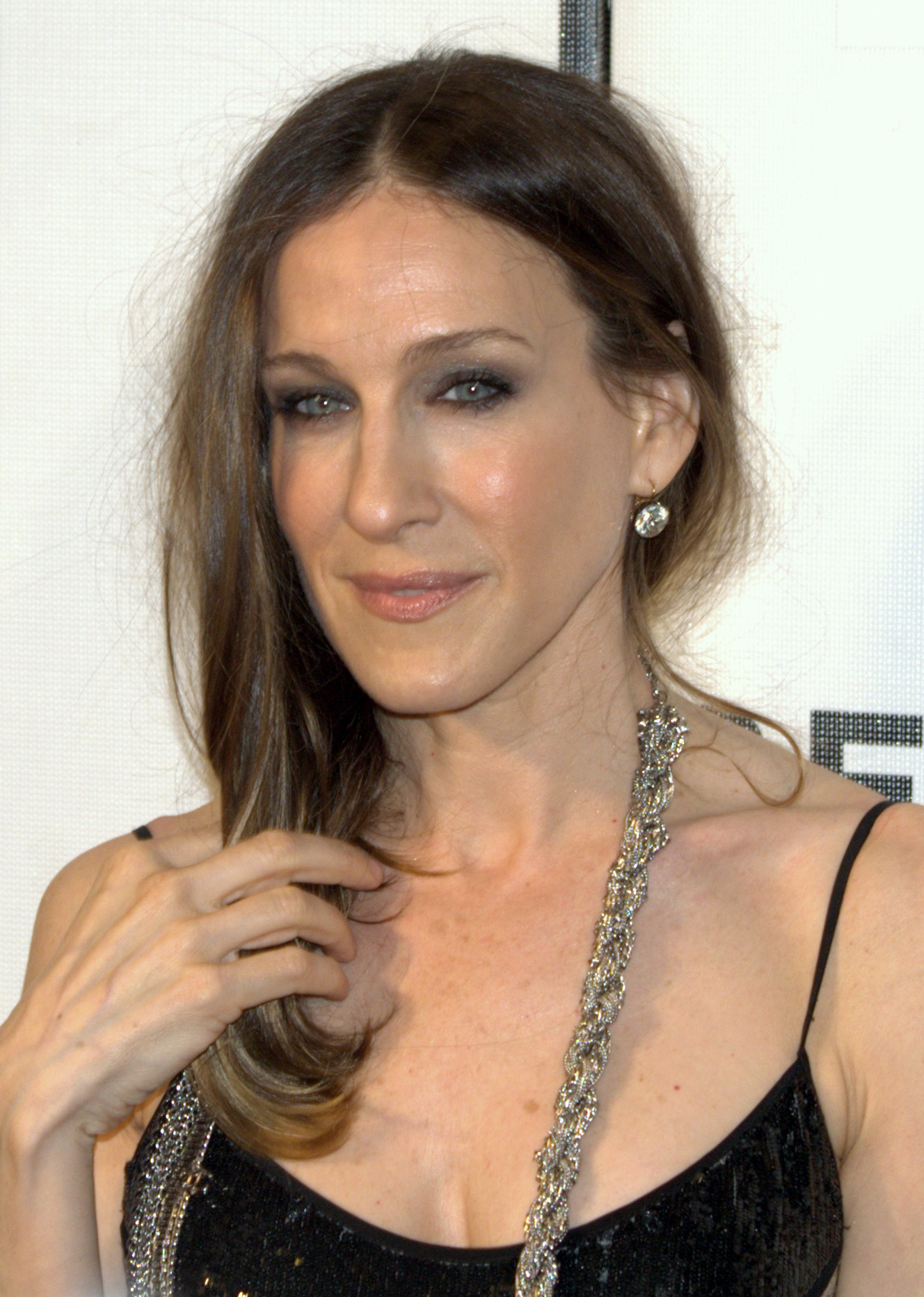
سارا جسیکا پارکر برنده بهترین بازیگر نقش اول زن در یک سریال تلویزیونی - کمدی یا موزیکال

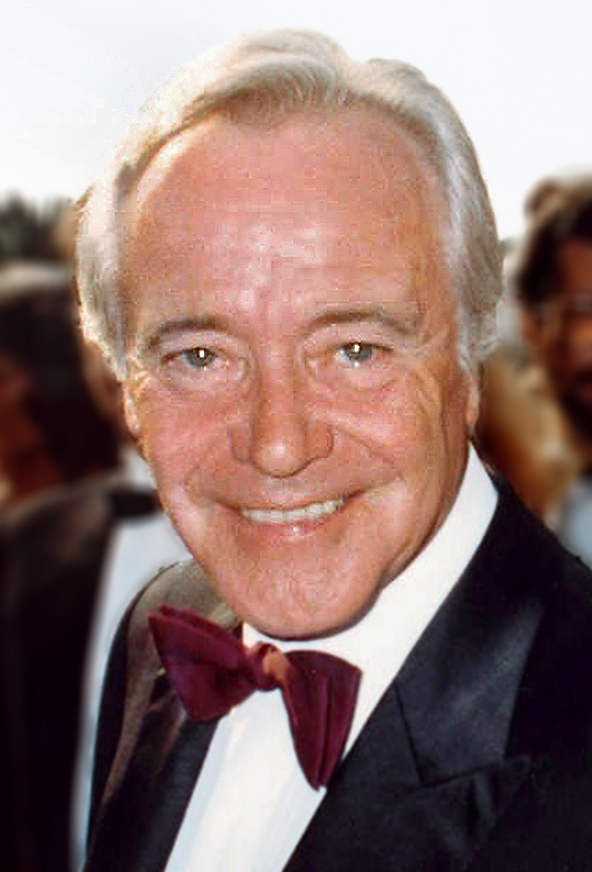
جک لمون، برنده بهترین بازیگر نقش اول مرد در یک مینی سریال یا فیلم ساخته شده برای تلویزیون
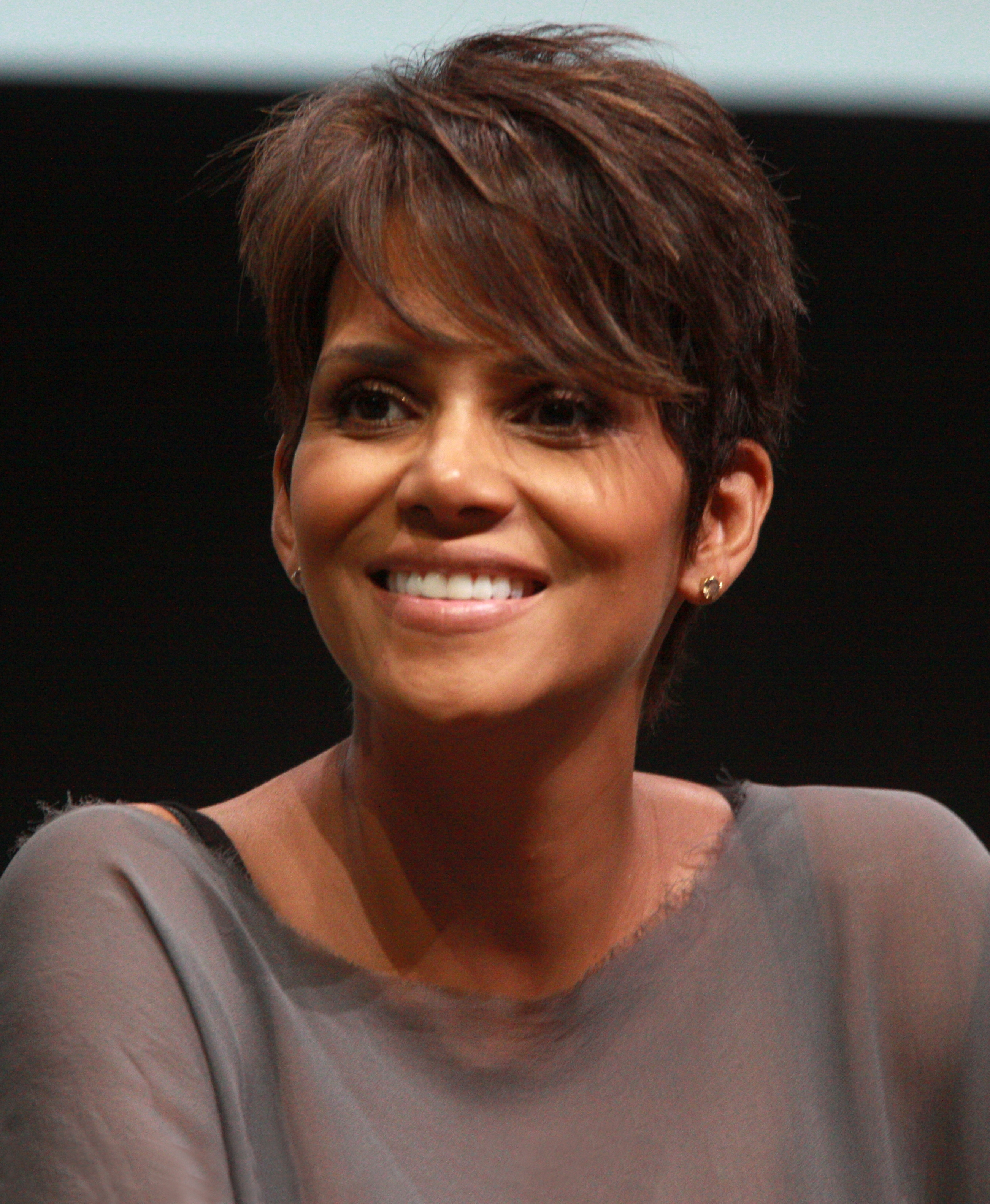
هلی بری، برنده بهترین بازیگر نقش اول زن در یک مینی سریال یا فیلم ساخته شده برای تلویزیون
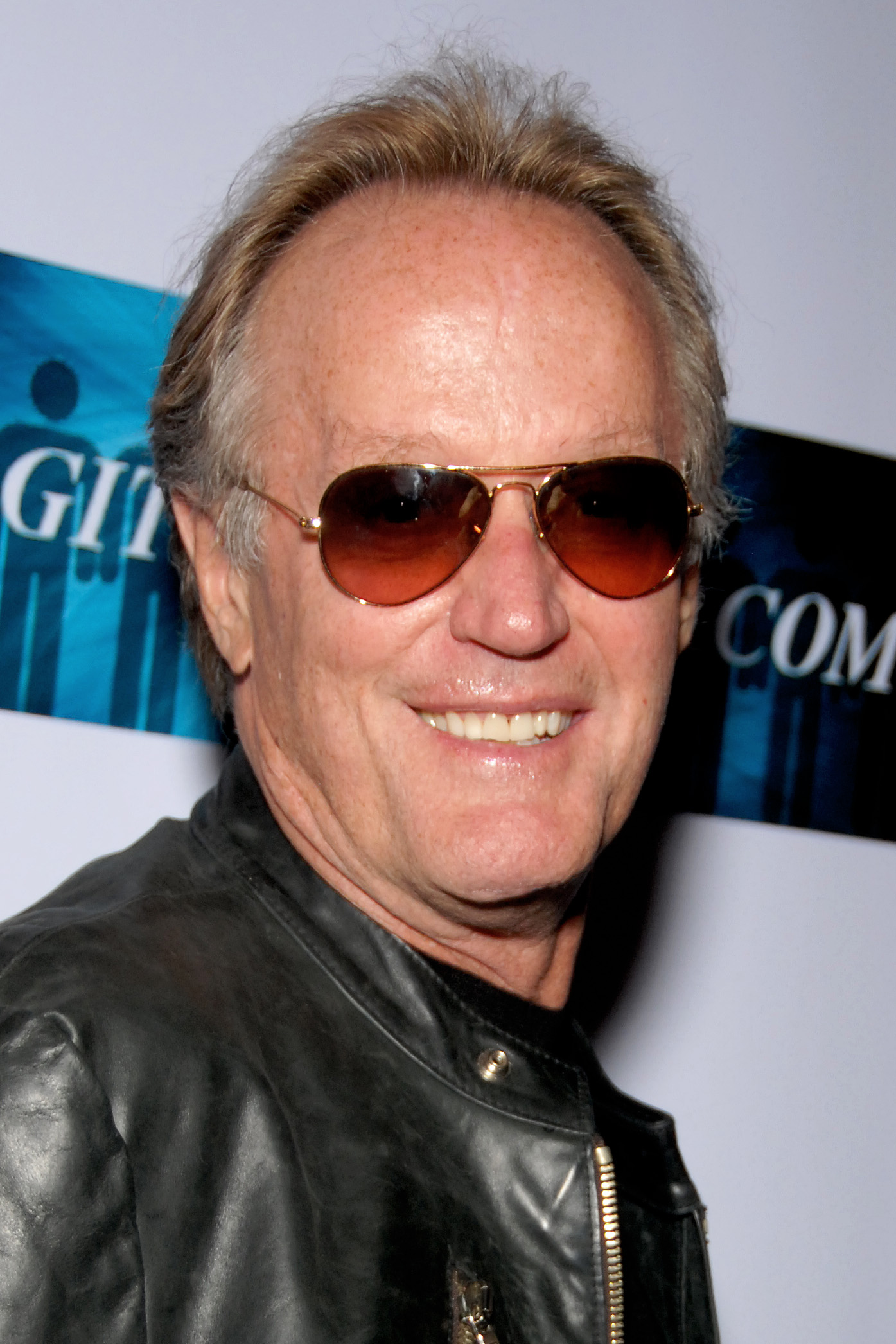
پیتر فوندا، برنده بهترین بازیگر مرد در نقش مکمل در یک ، مینی سریال یا فیلم ساخته شده برای تلویزیون